# Tempest (1928)
Tempest (Brasil A Tempestade) é um filme norte-americano de 1928, do gênero drama, dirigido por Sam Taylor, Lewis Milestone e Viktor Tourjansky e estrelado por John Barrymore e Camilla Horn.